# Argeo II di Macedonia
Argeo II di Macedonia (in greco antico: Ἀργαῖος?, Argâios; fl. IV secolo a.C.) è stato un pretendente al trono di Macedonia, che, con l'aiuto degli Illiri, espulse Aminta III dai suoi domini (393 a.C.), e salì al trono di Macedonia per due anni.
Aminta in seguito, con l'aiuto dei Tessali, riuscì a espellere Argeo e a recuperare almeno parte dei suoi domini. È probabilmente lo stesso Argeo che nel 359 a.C. tentò di impossessarsi del trono. Egli era riuscito a ottenere il supporto di Atene, ma Filippo II, che era appena salito al trono, con intrighi e promesse riuscì a convincere gli ateniesi a rimanere inattivi. Argeo allora assoldò un esercito di mercenari, e accompagnato da alcuni esiliati Macedoni e alcune truppe Ateniesi (che avevano ottenuto il permesso di unirsi a lui dal loro generale Manlia) fece un tentativo di impadronirsi del potere ma venne sconfitto.